# Вулиця Котка (Львів)
Вулиця Котка — вулиця у Франківському районі міста Львова, в місцевості Вулька. Сполучає вулиці Княгині Ольги та Цегельського.

## Історія та забудова
Вулиця виникла на початку XX століття, мала назви Бічна Вулецької дороги, Бічна Івашкевича, на честь дивізійного генерала Війська Польського Вацлава Івашкевича. У 1933 році отримала назву Ольшинкі, під час німецької окупації, з 1943 року по липень 1944 року мала назву Брамсґассе, на честь німецького композитора Йоганнеса Брамса. Після війни довоєнну назву, але вже уточнену, Ольшинки на деякий час відновили, проте у 1946 році вулицю перейменували на Грозненську, на згадку про місто Грозний. Сучасну назву вулиця отримала у 1993 році на пошану Дмитра Котка, українського музичного діяча і диригента 1920-1930-х років.
Забудована одноповерховими будинками 1930-х років у стилі конструктивізм, одно- та двоповерховими садибами.